# Полоје
Полоје је насељено место у саставу града Плетернице, у Славонији, Република Хрватска.

## Историја
До нове територијалне организације налазило се у саставу бивше велике општине Славонска Пожега.

## Становништво
Насеље је према попису становништва из 2011. године имало 87 становника.
| Националност       | 1991.       |
| Хрвати             | 65 (87,83%) |
| Срби               | 4 (5,40%)   |
| Југословени        | 0           |
| остали и непознато | 5 (6,75%)   |
| Укупно             | 74          |